# USS Gosselin (APD-126)
USS Gosselin (APD-126) là một tàu vận chuyển cao tốc lớp Crosley, nguyên được cải biến từ chiếc DE-710, một tàu hộ tống khu trục lớp Rudderow, và đã phục vụ cùng Hải quân Hoa Kỳ trong Chiến tranh Thế giới thứ hai. Nó là chiếc tàu chiến duy nhất của Hải quân Hoa Kỳ được đặt cái tên này, theo tên Thiếu úy Hải quân Edward Webb Gosselin (1917-1941) người từng phục vụ cùng thiết giáp hạm USS Arizona và đã tử trận trong cuộc tấn công Trân Châu Cảng vào ngày 7 tháng 12, 1941. Nó đã phục vụ cho đến khi chiến tranh kết thúc, và tiếp tục hoạt động cho đến khi xuất biên chế vào năm 1949. Con tàu cuối cùng bị bán để tháo dỡ vào năm 1965. Gosselin được tặng thưởng một Ngôi sao Chiến trận do thành tích phục vụ trong Thế Chiến II.

## Thiết kế và chế tạo
Thiết kế của lớp Crosley dựa trên việc cải biến lớp tàu hộ tống khu trục Rudderow. Cấu trúc thượng tầng con tàu được mở rộng, đồng thời tháo dỡ bớt vũ khí trang bị để lấy chỗ bố trí nơi nghỉ cho 162 binh lính được vận chuyển cùng khoảng 40 tấn trang bị. Hệ thống động lực tương tự như với các lớp Buckley và Rudderow; là kiểu động cơ turbine-điện General Electric, cung cấp điện năng cho mô-tơ điện để dẫn động hai trục chân vịt.
Dàn vũ khí được giữ lại bao gồm một khẩu pháo 5 inch (130 mm)/38 cal bố trí một phía trước mũi; ba khẩu đội pháo phòng không Bofors 40 mm nòng đôi và sáu pháo phòng không Oerlikon 20 mm; vũ khí chống ngầm gồm hai đường ray Mk. 9 để thả mìn sâu. Thủy thủ đoàn đầy đủ bao gồm 15 sĩ quan và 168 thủy thủ; và con tàu được bố trí tiện nghi để vận chuyển 12 sĩ quan cùng 150 binh lính đổ bộ.
Gosselin được đặt lườn như là chiếc DE-710 tại xưởng tàu của hãng Defoe Shipbuilding Company ở Bay City, Michigan
vào ngày 17 tháng 2, 1944. Nó được hạ thủy vào ngày 4 tháng 5, 1944, được đỡ đầu bởi bà E. N. Gosselin, mẹ của Thiếu úy Gosselin. 
Con tàu được xếp lại lớp như một tàu vận chuyển cao tốc vào ngày 17 tháng 7, 1944, mang ký hiệu lườn mới APD-126, và phải chuyển đến New Orleans để tiếp tục hoàn thiện theo cấu hình mới. Nó nhập biên chế cùng Hải quân Hoa Kỳ vào ngày 31 tháng 12, 1944 dưới quyền chỉ huy của Hạm trưởng, Thiếu tá Hải quân Joseph B. Fyffe.

## Lịch sử hoạt động

### Thế Chiến II
Sau khi tiến hành chạy thử máy huấn luyện tại khu vực Bermuda và sau đó tại vùng biển vịnh Chesapeake, Gosselin chuẩn bị để điều động sang khu vực Mặt trận Thái Bình Dương. Nó khởi hành từ Norfolk, Virginia vào ngày 16 tháng 2, 1945 để hướng đến vùng kênh đào Panama, rồi băng qua kênh đào và ghé qua Trân Châu Cảng, Eniwetok và Ulithi trước khi đi đến khu vực Okinawa vào ngày 6 tháng 4, nơi lực lượng Lục quân và Thủy quân Lục chiến đang tiến hành cuộc đổ bộ nhằm chiếm đóng hòn đảo này. Con tàu đã hoạt động tuần tra bảo vệ cho tàu bè tại khu vực cho đến ngày 10 tháng 4, rồi chuyển sang nhiệm vụ hộ tống các đoàn tàu vận tải đi lại giữa quần đảo Ryūkyū, Guam và Saipan, rồi quay trở lại Okinawa vào ngày 27 tháng 4.
Từ ngày 27 tháng 4 cho đến cuối tháng 5, Gosselin hoạt động ngoài khơi Okinawa trong vai trò tuần tra tại các trạm cột mốc radar nhằm cảnh báo sớm các đợt không kích của đối phương. Nó đã bắn rơi một máy bay đối phương, bắn trúng nhiều chiếc khác, và tham gia cứu vớt những người sống sót từ các tàu chiến bị máy bay tấn công tự sát Kamikaze đối phương đâm trúng. Nó lên đường đi sang quần đảo Philippine vào ngày 1 tháng 6 để được bảo trì tại vịnh Leyte, rồi quay trở lại Okinawa vào ngày 17 tháng 7, tiếp tục duy trì một lực lượng tuần tra phòng không và chống tàu ngầm nhằm bảo vệ tàu bè tại khu vực Okinawa.
Sau khi Nhật Bản chấp nhận đầu hàng vào ngày 15 tháng 8, 1945 giúp chấm dứt vĩnh viễn cuộc xung đột, Gosselin rời Okinawa vào ngày 17 tháng 8, cùng với tàu chị em Reeves (APD-52) gia nhập Đệ Tam hạm đội và vận chuyển lực lượng chiếm đóng hướng đến đảo Honshū để tiếp quản Căn cứ Hải quân Yokosuka. Nó chuyển sang nhiệm vụ đưa các phóng viên báo chí và nhiếp ảnh gia Hải quân đi đến vịnh Tokyo, và đã cùng các thiết giáp hạm Missouri (BB-63) (với Đô đốc William Halsey, Jr. trên tàu), Iowa (BB-61) (với Chuẩn đô đốc Oscar C. Badger), và HMS Duke of York (17) (với Đô đốc Hải quân Anh Bruce Fraser) tiến vào vịnh Sagami vào ngày 27 tháng 8. Sang ngày hôm sau nó tháp tùng tàu tuần dương hạng nhẹ San Diego (CL-53) tiến vào vịnh Tokyo, bắt đầu việc chiếm đóng chính thức. Vào ngày 2 tháng 9, nó đưa phóng viên và phóng viên ảnh sang Missouri để tường thuật buổi lễ ký kết văn kiện đầu hàng.

### 1945 - 1949
Vào ngày 29 tháng 8, Gosselin được điều sang một đội đặc nhiệm dưới quyền Thiếu tướng Hải quân R. W. Simpson có nhiệm vụ giải phóng các tù binh chiến tranh Đồng Minh khỏi các trại tập trung. Ngay ngày hôm đó nó đã đưa những cựu tù binh từ Trại tù binh Omori lên tàu. Đến ngày 27 tháng 9, nó neo đậu tại Yokosuka và hoạt động như tàu trại binh để làm sở chỉ huy và trạm trung chuyển nhân sự, ở lại đây cho đến ngày 15 tháng 12, khi nó lên đường quay trở về Hoa Kỳ. Đi ngang qua Eniwetok và Trân Châu Cảng, nó về đến San Francisco, California để tiễn hành khách rời tàu vào ngày 28 tháng 12.
Gosselin ở lại vùng bờ Tây Hoa Kỳ cho đến ngày 22 tháng 8, 1946, khi nó khởi hành từ San Diego, California cùng những hành khách là nhân sự Hải quân và Thủy quân Lục chiến đi sang Nhật Bản để thay phiên. Con tàu đi ngang qua Trân Châu Cảng và Eniwetok trước khi đưa hành khách rời tàu tại Yokosuka vào ngày 13 tháng 12, rồi quay trở về San Diego vào ngày 16 tháng 11, 1946. Con tàu hoạt động huấn luyện và bảo trì thường lệ tại vùng bờ Tây cho đến ngày 16 tháng 7, 1948, khi nó lên đường hướng sang Viễn Đông, đi đến Thanh Đảo, Trung Quốc vào ngày 14 tháng 8, và đặt căn cứ hoạt động tại đây. Nó từng viếng thăm Thượng Hải và ngược dòng sông Dương Tử để đến Nam Kinh, trong bối cảnh cuộc Nội chiến Trung Quốc ngày càng trở nên ác liệt. Nó rời Thượng Hải vào ngày 18 tháng 2, 1949 và về đến San Diego vào ngày 11 tháng 3.
Gosselin được cho xuất biên chế tại San Diego vào ngày 11 tháng 7, 1949 và được đưa về thành phần dự bị, neo đậu cùng Đội San Diego trực thuộc Hạm đội Dự bị Thái Bình Dương. Tên nó được cho rút khỏi danh sách Đăng bạ Hải quân vào ngày 1 tháng 4, 1964, và con tàu bị bán để tháo dỡ vào ngày 23 tháng 3, 1965.

## Phần thưởng
Gosselin được tặng thưởng một Ngôi sao Chiến trận do thành tích phục vụ trong Thế Chiến II.
|             |  |  |
| Bronze star |  |  |

| Dãi băng Hoạt động Tác chiến                                            | Huân chương Phục vụ Trung Hoa (mở rộng) | Huân chương Chiến dịch Hoa Kỳ           |
| Huân chương Chiến dịch Châu Á-Thái Bình Dương với 1 Ngôi sao Chiến trận | Huân chương Chiến thắng Thế Chiến II    | Huân chương Phục vụ Chiếm đóng Hải quân |